# Requiem (Ropartz)
Pour les articles homonymes, voir Requiem (homonymie).
Le Requiem de Joseph-Guy Ropartz fut composé en 1937 et 1938 et créé à Angers le 19 mars 1939. On le rapproche souvent du Requiem de Fauré, pourtant moins austère, dont la structure est identique. Mais « tandis que Fauré, agnostique, berce l'auditeur de ce qui n'est pour lui que pure illusion » (Gérard Condé), Ropartz traite le texte de la messe sous l'angle de la prière et s'efforce de rendre cette ascension parmi les anges et les martyrs avec toute la conviction profonde du croyant qu'il est.
En dehors de quelques interventions marquantes, l'orchestre apparaît essentiellement comme un soutien. Ses teintes ont été choisies pour se fondre au mieux avec les voix, elles-mêmes traitées avec une maîtrise consommée pour ne jamais sembler sortir du naturel. Ainsi a-t-on l'impression que tous les éléments constitutifs — orchestration, polyphonie, harmonie, mélodie, rythme musical, prosodie — s'absorbent mutuellement pour qu'en émane seulement le texte sacré qui en est l'origine, le moyen et la fin.

## Création
Le Requiem aurait dû être créé à Strasbourg (ville où Ropartz était le directeur du conservatoire depuis 1919) pour la célébration du vingtième anniversaire de l'armistice du 11 novembre 1918, mais un retard imprévu repoussa cette création au 19 mars 1939 aux concerts populaires d'Angers, sous la direction du compositeur. Accueillie favorablement, l'œuvre fut saluée comme pleine « de poésie grave, de noblesse, d'une science dominée par une inspiration très haute ».

## Effectif
Soprano, mezzo-soprano ; chœur; 2 flûtes, 2 hautbois (dont un cor anglais), 2 clarinettes en si bémol, 2 bassons, 4 cors en fa, 2 trompettes, 3 trombones, timbales, quintette à cordes.

## Structure
Comme Fauré, Ropartz n'a pas retenu les épisodes trop extérieurs du Requiem (Tuba mirum, Dies irae et Lacrymosa) et n'a gardé que les huit morceaux les plus sereins:
- I. Introït
- II. Kyrie
- III. Offertoire
- IV. Sanctus
- V. Pie Jesu
- VI. Agnus Dei
- VII. Libera me
- VIII. In Paradisum

Durée d'exécution : environ 36 minutes.
Gérard Condé a souligné que, dans cette œuvre, « en dehors de quelques interventions marquantes, l'orchestre apparaît essentiellement comme un soutien. Ses teintes ont été choisies pour se fondre au mieux avec les voix, elles-mêmes traitées avec une maîtrise consommée pour ne jamais sortir du naturel ».

## Discographie
- Catherine Dubosc (soprano), Jacqueline Mayeur (mezzo) ; Chœur régional Vittoria d'Ile de France, Ensemble Instrumental Jean-Walter Audoli, direction Michel Piquemal. Enregistrement Adda avril 1991 (premier enregistrement mondial), référence actuelle : Accord 472345.

## Sources
- Note discographique de Gérard Condé - Michel Piquemal (Adda 581266 ; Musidisc/Accord) (OCLC 715517520 et 950991871)
- Adélaïde de Place, « Guy Ropartz : Requiem », dans François-René Tranchefort (dir.), Guide de la musique sacrée et chorale, de 1750 à nos jours, Paris, Fayard, coll. « Les Indispensables de la musique », 1993, 1176 p. (ISBN 2-213-02254-2, OCLC 55957611), p. 883–884..